# Бюв (община)
Община Бюв (на шведски: Bjuvs kommun) е разположена в лен Сконе, югоизточна Швеция с обща площ 116 km2 и население 14 801 души (към 31 декември 2013). Административен център на община Бюв е едноименния град Бюв.